# NGC 1872
NGC 1872 (другое обозначение — ESO 56-SC83) — рассеянное скопление в созвездии Золотой Рыбы, расположенное в Большом Магеллановом Облаке. Открыто Джеймсом Данлопом в 1826 году. Описание Дрейера: «довольно яркий объект круглой формы, более яркий в середине, первый в группе», под остальными объектами группы подразумеваются NGC 1876, 1877, 1880. Этот объект входит в число перечисленных в оригинальной редакции «Нового общего каталога».
Возраст скопления составляет около 40 миллионов лет. В скоплении наблюдается избыток инфракрасного излучения, вызванный наличием пыли.